# 细叶藁本
细叶藁本（学名：Conioselinum tenuissimum）为伞形科山芎属的植物。分布于朝鲜以及中国大陆的辽宁等地，生长于海拔500米的地区，多生长于多石质山坡林下，目前已由人工引种栽培。
韩医学所用藁本实为本品。

## 别名
藁本（辽宁、吉林）